# Yotam Ottolenghi

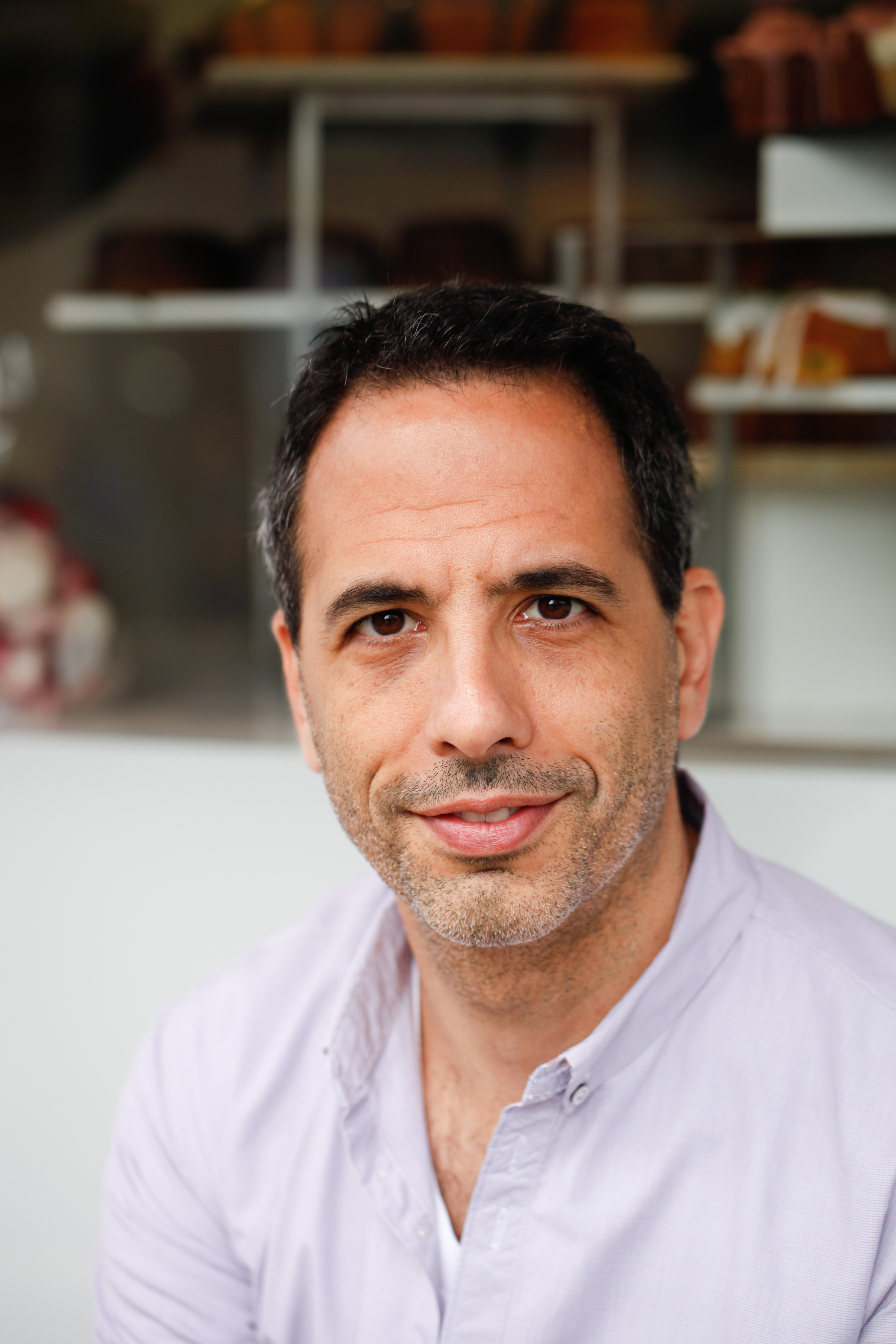
Yotam Ottolenghi

Yotam Ottolenghi (Jeruzalem, 14 december 1968) is een Israëlisch-Britse kok en auteur van kookboeken.

## Biografie
Hij is de zoon van Michael, een in Italië geboren professor in de chemie, en Ruth, een Duitse schooldirectrice. Hij groeide op in Israël waar hij begon als journalist voor Haaretz. In 1995 vertrok hij met zijn toenmalige partner Noam Bar naar Amsterdam.
Ottolenghi verhuisde naar Londen in 1997 en volgde een Franse kookopleiding aan de Londense school Le Cordon Bleu gedurende zes maanden. Daarna begon hij in sterrenrestaurant The Capital in Knightsbridge en vervolgens in het Kensington Place restaurant en Launceston Place restaurant. Daar werkte hij onder chef-kok Rowley Leigh. Daarna werkte hij in Baker and Spice in Chelsea waar hij Sami Tamimi ontmoette. Met Tamimi begon hij de restaurants en schreef hij de boeken.
Samen met Noam Bar en Sami Tamimi startte hij de eerste Ottolenghi deli in Notting Hill in 2002. Door het succes kwam Cornelia Staeubli mee in de zaak. Na verschillende afhaalrestaurants is er sinds 2011 ook een echt restaurant "Nopi". In 2012 verkreeg hij de Britse nationaliteit.
Hij is gekend voor zijn vegetarische kookkunsten en schreef recepten voor The Guardian tussen 1996 en 2010. In 2017 is de Johannes van Damprijs aan hem toegekend.

## Boeken
- Ottolenghi: Het kookboek(2008)
- Plenty (2010)
- Jerusalem (2012)
- Plenty More (2014)
- Nopi (2015)
- Sweet (2017)
- Simpel (2018)
- Koken met Kanjers (2019, in opdracht van de Nationale Postcode Loterij)
- Flavour (2020)
- Comfort (2024)

- Bibsys: 12071531
- Biblioteca Nacional de España: XX5257160
- Bibliothèque nationale de France: cb16720800t (data)
- Gemeinsame Normdatei: 143363336
- International Standard Name Identifier: 0000 0000 6924 950X
- Library of Congress Control Number: nb2009020571
- Nationale Bibliotheek van Tsjechië: hka2012732622
- Nationale Bibliotheek van Israël: 987007312105905171
- Nederlandse Thesaurus van Auteursnamen: 333032039
- Système universitaire de documentation: 193361248
- Virtual International Authority File: 96788361
- WorldCat: E39PBJcgyV4XcgQCJbmdGMWbh3